# Gnuplot
gnuplot е универсална програма за изчертаване на графики на функции. Достъпна е във варианти за няколко различни операционни системи (UNIX, ГНУ/Линукс, MS Windows, OS/2, DOS и други).
gnuplot може да извежда директно върху екрана, или във файл в един от няколкото поддържани графични формата (PNG, SVG, JPEG и др.).

## Лиценз
Въпреки името си, програмата не е обвързана с проекта ГНУ. Името ѝ е избрано за да се избегне объркване с програма наречена „nplot“. 
gnuplot се разпространява под лиценз, позволяващ копиране и промяна на изходния код. Въпреки това е позволено променените версии да се разпространяват единствено като добавки към програмата. Така тя не е съвместима с GNU GPL лиценза и не представлява свободен софтуер. 

## Инсталация
Ако се използва операционна система Windows, за инсталирането на gnuplot е необходимо първо да се инталира CYGWIN (www.cygwin.com)
CYGWIN e Linux среда изпълнявана върху Windows. Заедно с дистрибутива за CYGWIN може да се свалят всички приложения, за които става дума по-долу.
За да може да се използва Gnuplot е нужно да се инсталират няколко допълнителни компонента:
- GCC – компилатор на С. За да е сигурно, че компилаторът на С работи, може да се напише следната команда: g++ -v. Тази команда изписва версията на gcc.
- Х11 – графична среда за Линукс – Х11. Х11 се стартира с командата startx. Ако Х11 е успешно инсталиран – ще се види терминален прозорец и икона с Х върху панела с икони за отворени приложения.
- gnuplot – Ако вече е инсталиран gnuplot, той може да бъде стартиран. Командата за стартиране е gnuplot. В резултат се отваря нов терминален прозорец от който може да се задават команди за изчертаване.

Например команда: plot sin(x) ще изчертае графика на синусоида.

За да може да се запомни начертаната графика като файл е нужно да се пренасочи изхода към файл. Следната команда пренасочва резултата от изпълнение към постскрипт файл:
set out "file.ps"
Този файл все още не е удобен за визуализиране. За да се отвори е нужно конвертиране. Най-удобно използването на команда convert, която е част от ImageMagic.